# Samuel Heinrich Spiker

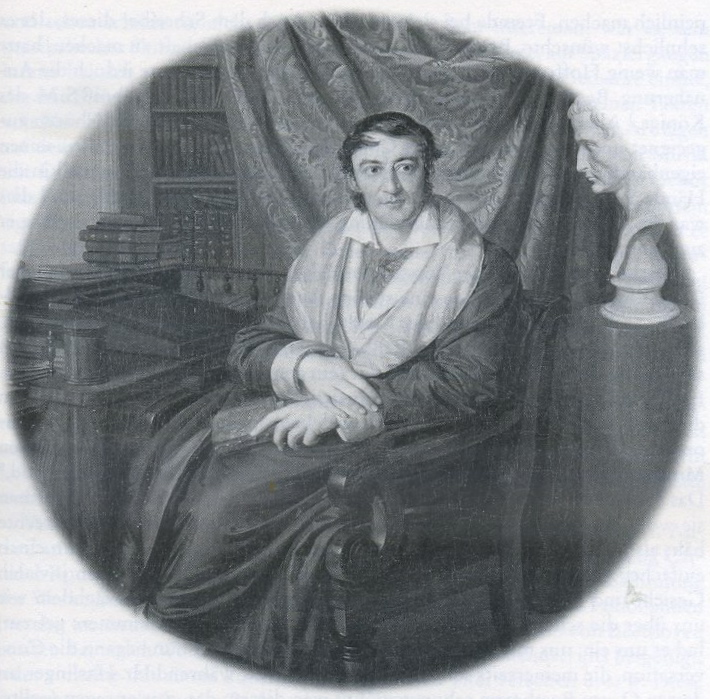
Samuel Heinrich Spiker, unbezeichnetes Gemälde, um 1830, (Berlin, Märkisches Museum)

Samuel Heinrich Spiker (* 24. Dezember 1786 in Berlin; † 24. Mai 1858 ebenda) war ein Berliner Journalist, Reiseschriftsteller und Bibliothekar.

## Leben
Spiker war Sohn des Kriegsrats Samuel Benedikt Spiker (1721–1792), der von Januar 1761 bis Februar 1768 beim Geheimen Staatsarchiv angestellt war, und der Susanne Henriette Spiker, geb. Ziegler († 1818). Er wurde noch am Tag seiner Geburt in der Friedrichswerderschen Kirche evangelisch getauft.
Seine Ausbildung erhielt Samuel Heinrich Spiker zunächst am Privat-Institut des Dr. Messow in der Kronenstraße, später am Joachimsthalschen Gymnasium. Ein Studium an der Universität in Halle (Saale) konnte er bereits mit zwanzig Jahren abschließen.
Im Herbst 1806 erhielt er eine Anstellung als Volontär an der Königlichen Bibliothek. 1815 wurde er zum Bibliothekar ernannt, ein Amt, das er bis 1849 versah.
1814 gab er zusammen mit Friedrich Rühs die Zeitschrift für die neueste Geschichte, die Staaten- und Völkerkunde heraus. 1816 unternahm er eine Reise nach England, Schottland und Wales.
Als der bisherige Eigentümer, Johann Karl Philipp Spener (* 5. September 1849; 27. Januar 1827) verstarb, wurde er im selben Jahr Eigentümer und Hauptredakteur der auflagenstarken, 1740 gegründeten Berlinischen Nachrichten von Staats- und gelehrten Sachen, kurz Spenersche Zeitung genannt. Zugleich gehörte er zum Mitarbeiterkreis der im Umkreis des Philosophen Georg Wilhelm Friedrich Hegel gegründeten Jahrbücher für wissenschaftliche Kritik.
Daneben war er sehr musikalisch, trat 1807 der Singakademie bei und veröffentlichte einige Lieder. Er war auch als Übersetzer englischsprachiger Literatur tätig, darunter von Werken von Shakespeare, Walter Scott und Washington Irving. Eine Bearbeitung des Hamlet, die er 1827 für das Königliche Theater einrichtete, führte 1835 zu seiner Berufung in das dramaturgische Prüfungskomitee für neu eingereichte Stücke.
Von Bedeutung ist seine Begegnung mit Ludwig van Beethoven, der Spiker am 23. September 1826 in Wien ein handschriftliches Exemplar seiner 9. Sinfonie übergab, die er König Friedrich Wilhelm III. gewidmet hatte. Das Exemplar ist heute im Besitz der Berliner Staatsbibliothek. Spiker hat über diese Begegnung, bei der ihn Beethovens Verlegerfreund Tobias Haslinger begleitete, umfangreiche Erinnerungen hinterlassen.
Spiker starb, anders als in vielen Nachschlagewerken angegeben, nach längerer schwerer Krankheit am 24. Mai 1858. Auf dem Werderschen Kirchhof vor dem Halleschen Tor wurde Spiker beigesetzt. Ferdinand Unger war sein Nachlassvollstrecker. Die Zeitung wurde seit 1858 von Dr. Alexis Bravmann Schmidt geleitet und, nachdem Spikers Enkeltochter Sophie Susanne Magarete von Schmeling, verh. von Bredow, volljährig geworden war, von deren Eltern 1872 für 228000 Reichstaler an die Preußische Boden-Credit-Aktienbank verkauft. 1874 ging die Zeitung ein.

## Familie
Samuel Spiker ehelichte 1817 Sophie Wilhelmine Spiker, geb. Lehmann (* um 1781; † 27. März 1855). Eine gemeinsame Tochter, Susanne Elisabeth Spiker (* 19. April 1818 in Berlin; † 10. August 1895 in Niebusch, Kreis Freystadt), heiratete am 15. Februar 1846 den königlich-preußischen Major Friedrich Wilhelm Carl Heinrich August Eckhard von Schmehling (* 13. Mai 1818 in Naugard; † 11. November 1890 in Niebusch).

## Ehrungen
Samuel Heinrich Spiker war Träger
- des Roten Adlerordens II. Klasse
- des Kreuzes der Ehrenlegion
- des Ordens Karls III. von Spanien

## Werke
- Reise durch England, Wales und Schottland im Jahre 1816, Leipzig 1818.
- Lalla Rûkh. Ein Festspiel mit Gesang und Tanz. Aufgeführt auf dem Königl. Schlosse in Berlin am 27sten Januar 1821 bei der Anwesenheit I.I. K.K. H.H. des Grossfürsten Nicolaus und der Grossfürstin Alexandra Feodorowna, Berlin 1822.
- Berlin und seine Umgebungen im neunzehnten Jahrhundert, Berlin 1833 (Digitalisat).